# العلاقات الألمانية البنينية
العلاقات الألمانية البنينية هي العلاقات الثنائية التي تجمع بين ألمانيا وبنين.

## مقارنة بين البلدين
هذه مقارنة عامة ومرجعية للدولتين:
| وجه المقارنة                                              | ألمانيا                                                                              | بنين            |
| --------------------------------------------------------- | ------------------------------------------------------------------------------------ | --------------- |
| المساحة (كم2)                                             | 357.41 ألف                                                                           | 114.76 ألف      |
| عدد السكان (نسمة)                                         | 81.29 مليون                                                                          | 11.18 مليون     |
| الكثافة السكانية (ن./كم²)                                 | 227.44                                                                               | 97.42           |
| العاصمة                                                   | بون، برلين                                                                           | بورتو نوفو      |
| اللغة الرسمية                                             | اللغة الألمانية                                                                      | لغة فرنسية      |
| العملة                                                    | يورو، مارك ألماني                                                                    | فرنك غرب أفريقي |
| الناتج المحلي الإجمالي (بليون دولار)                      | 3.68 تريليون                                                                         | 9.27 مليار      |
| الناتج المحلي الإجمالي (تعادل القوة الشرائية) بليون دولار | 3.92 تريليون                                                                         | 22.38 مليار     |
| الناتج المحلي الإجمالي الاسمي للفرد دولار أمريكي          | 41.31 ألف                                                                            | 762             |
| الناتج المحلي الإجمالي للفرد دولار أمريكي                 | 46.40 ألف                                                                            | 2.03 ألف        |
| مؤشر التنمية البشرية                                      | 0.926                                                                                | 0.480           |
| رمز المكالمات الدولي                                      | +49                                                                                  | +229            |
| رمز الإنترنت                                              | .de                                                                                  | .bj             |
| المنطقة الزمنية                                           | توقيت وسط أوروبا، ت ع م+01:00، ت ع م+02:00، توقيت أوروبا الوسطى المعياري (ت غ م +1) ‏ | ت ع م+01:00     |

## مدن متوأمة
في ما يلي قائمة باتفاقيات التوأمة بين مدن ألمانية وبنينية:
- ترتبط زولتسباخ مع بسيلا [الإنجليزية]‏ باتفاقية توأمة.
- ترتبط لوسهايم أم زيه مع Copargo [الإنجليزية]‏ باتفاقية توأمة.
- ترتبط كليفه مع دغبو توتا [الإنجليزية]‏ باتفاقية توأمة منذ 2014.[17][18][19][20]

## منظمات دولية مشتركة
يشترك البلدان في عضوية مجموعة من المنظمات الدولية، منها:
| علم المنظمة | اسم المنظمة                               | تاريخ انضمام ألمانيا | تاريخ انضمام بنين |
| ----------- | ----------------------------------------- | -------------------- | ----------------- |
|             | مؤسسة التمويل الدولية                     | 20 يوليو 1956        | 5 فبراير 1987     |
|             | منظمة حظر الأسلحة الكيميائية              | 29 أبريل 1997        | ?                 |
|             | يونسكو                                    | 11 يوليو 1951        | 18 أكتوبر 1960    |
|             | البنك الإفريقي للتنمية                    | ?                    | ?                 |
|             | الاتحاد الدولي للاتصالات                  | 1866                 | 1961              |
|             | الأمم المتحدة                             | 18 سبتمبر 1973       | 20 سبتمبر 1960    |
|             | منظمة الشرطة الجنائية الدولية             | ?                    | ?                 |
|             | البنك الدولي للإنشاء والتعمير             | 14 أغسطس 1952        | 10 يوليو 1963     |
|             | الاتحاد البريدي العالمي                   | 1 يوليو 1875         | ?                 |
|             | مؤسسة التنمية الدولية                     | 24 سبتمبر 1960       | 16 سبتمبر 1963    |
|             | منظمة التجارة العالمية                    | ?                    | ?                 |
|             | المركز الدولي لتسوية المنازعات الاستشارية | 18 مايو 1969         | 14 أكتوبر 1966    |
|             | وكالة ضمان الاستثمار متعدد الأطراف        | 12 أبريل 1988        | 26 سبتمبر 1994    |

## وصلات خارجية
- موقع وزارة الخارجية الألمانية